# Maria Sierpińska
Maria Sierpińska (ur. 11 maja 1950 w Buczu) – ekonomistka, profesor nauk ekonomicznych, wykładowca akademicki.

## Życiorys
W 1982 uzyskała stopień doktora nauk ekonomicznych uchwałą Rady Ekonomii Produkcji Akademii Ekonomicznej w Krakowie. Decyzją tej samej jednostki w 1991 otrzymała stopień doktora habilitowanego nauk ekonomicznych w zakresie ekonomii. Od 2000 profesor zwyczajny nauk ekonomicznych. Związana z Uniwersytetem Ekonomicznym w Krakowie oraz Akademią Górniczo-Hutniczą w Krakowie. W latach 2001–2019 rektor Akademii Ekonomiczno-Humanistycznej (dawniej Wyższa Szkoła Finansów i Zarządzania w Warszawie). Aktualnie Członek Polskiej Akademii Umiejętności, Polskiego Towarzystwa Ekonomicznego, Towarzystwa Naukowego Organizacji i Kierownictwa oraz członek Polskiej Akademii Nauk. W latach 2007–2019 członek I, II i III kadencji Komitetu Nauk o Finansach PAN. Swoje zainteresowanie naukowe koncentruje w trzech obszarach: zarządzania finansami przedsiębiorstw, analizy działalności przedsiębiorstw, wykorzystania narzędzi controllingu w zarządzaniu przedsiębiorstwem.
Pracę na uczelni łączy z pracą w praktyce gospodarczej. Napisała ponad 100 ekspertyz dla przedsiębiorstw i różnych ministerstw. Od 1991 zasiadała w kilkunastu radach nadzorczych. Do 2000 była doradcą do spraw finansowych prezesa Huty im. Sendzimira w Krakowie. W latach 2005–2006 była doradcą do spraw gospodarczych premiera Rzeczypospolitej Polskiej.
Zasiadała w radzie Giełdy Papierów Wartościowych w Warszawie.

## Wybrane publikacje
- Ocena przedsiębiorstwa według standardów światowych, WN PWN, Warszawa 2004 i dodruki w każdym roku
- Sierpińska M., Strategiczna karta wyników dla badanej spółki węglowej, [w:] Wykorzystanie nowoczesnych koncepcji wspomagania decyzji dla poprawy efektywności zarządzania zakładem górniczym i spółką węglową, Kraków, 2007.
- Sierpińska, M., Kaskadowanie strategicznej karty wyników na poziom kopalni i oddziałów, [w:] Wykorzystanie nowoczesnych koncepcji wspomagania decyzji dla poprawy efektywności zarządzania zakładem górniczym i spółką węglową, Kraków, 2007.
- Sierpińska M., Propozycja systemu motywacyjnego dla spółki węglowej, kopalni i poszczególnych jej oddziałów, [w:] Wykorzystanie nowoczesnych koncepcji wspomagania decyzji dla poprawy efektywności zarządzania zakładem górniczym i spółką węglową, Kraków, 2007.
- Sierpińska M., Raportowanie realizacji zadań w controllingu, [w:] System raportowania wyników w controllingu operacyjnym, Warszawa, 2007.
- Sierpińska M., Pomiar efektywności poszczególnych obszarów w strategii rozwoju przedsiębiorstwa, [w:] Strategie wzrostu wartości, Szczecin, 2007.

## Nagrody i odznaczenia
- Nagroda Ministra Nauki, Techniki i Szkolnictwa Wyższego za pracę doktorską
- 1998 – Nagroda Zespołowa Ministra Edukacji Narodowej za współautorstwo książki „Zarządzanie płynnością finansową w przedsiębiorstwie”
- 2000 – Nagroda indywidualna Ministra Edukacji Narodowej za książkę Polityka dywidend w spółkach kapitałowych
- 2000 – Złoty Krzyż Zasługi
- 2002 – Medal Uniwersytetu Ekonomicznego w Bratysławie za współpracę
- 2004 – Nagroda zespołowa Ministra Edukacji Narodowej i Sportu za książkę „Controlling operacyjny w przedsiębiorstwie”
- 2005 – Medal 80-lecia Akademii Ekonomicznej w Krakowie
- 2019 – Krzyż Kawalerski Orderu Odrodzenia Polski